# مارتن فراي (سياسي)
مارتن فراي هو سياسي ألماني، ولد في 7 ديسمبر 1904 في كولونيا في ألمانيا، وتوفي في 5 نوفمبر 1971 في هاينسبرغ في ألمانيا. نشط حزبياً في الاتحاد الديمقراطي المسيحي. وقد انتخب عضو في البوندستاغ الألماني خلال فترته النيابية ‏ (7 سبتمبر 1949 – 7 سبتمبر 1953).